# 廣島藩
廣島藩（日语：／ Hiroshima han */?）是日本江戶時代的一個藩領。位於安藝國全域及備後國一部份，藩廳是廣島城。藩主是福島氏及淺野氏。別稱藝州藩、安藝藩。

## 歷史
安土桃山時代由毛利氏管治除了擁有安藝國還有周防及長門兩國。關原之戰後，毛利氏的領地大幅縮減。而福島氏則入主廣島城，廣島藩因而立藩。1619年藩主正則由於私自擴建城池，被幕府沒收領地。之後由淺野長晟入主，成為了廣島藩主。直到幕末為止均由淺野氏統治。

## 藩主

### 福島家
外樣　49万8000石　（1600年－1619年）
1. 正則

### 淺野家
外樣　42万6000石　（1619年－1871年）
1. 長晟
2. 光晟
3. 綱晟
4. 綱長
5. 吉長
6. 宗恒
7. 重晟
8. 齊賢
9. 齊肅
10. 慶熾
11. 長訓
12. 長勲

## 支藩

### 三次藩
1632年立藩，藩廳位於三次陣屋。1720年因藩主淺野長寔在10歲早逝而廢藩。

#### 藩主
- 淺野家

5万石　（1632年～1720年）
1. 長治
2. 長照
3. 長澄
4. 長経
5. 長寔

### 廣島新田藩
1730年立藩，藩主是不需參與參勤交代。

#### 藩主
- 淺野家

3万石　（1730年～1869年）
1. 長賢
2. 長喬
3. 長員
4. 長容
5. 長訓
6. 長興
7. 長厚